# A Witness Tree
A Witness Tree – tom wierszy amerykańskiego poety Roberta Frosta, opublikowany w 1942. Zbiorek został wyróżniony Nagrodą Pulitzera w dziedzinie poezji za rok 1943. Tom dzieli się na cykle One or Two, Two or More, Time Out, Quantula i Over Back. W książce znalazł się między innymi wiersz A Considerable Speck (Microscopic).